# Mark 83 (bombe)

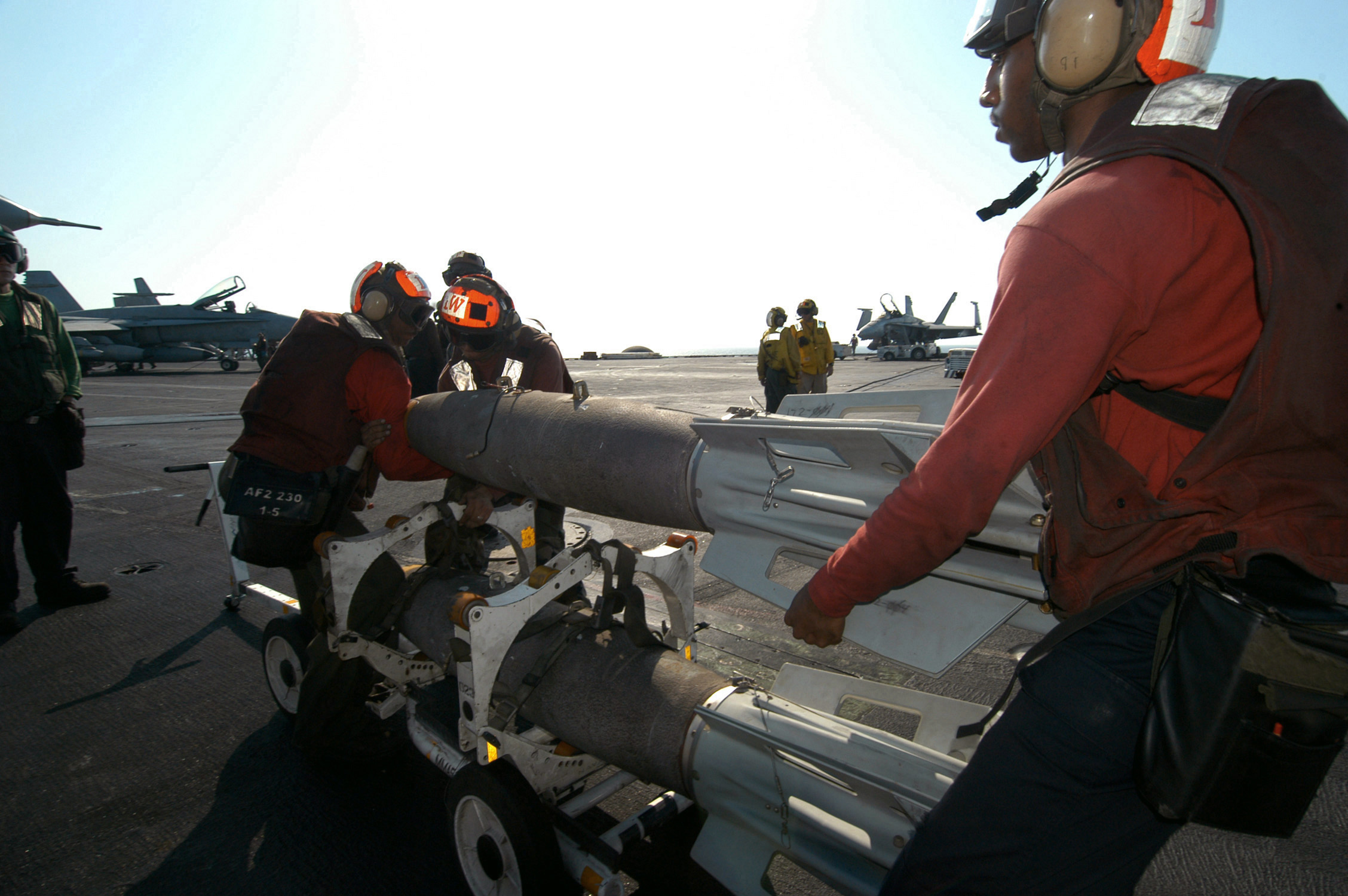
bombe Mk 83 en cours de manipulation

La Mark 83 (Mk. 83) est une bombe dite d'usage général (à effet de souffle et à fragmentation), non guidée et à faible traînée, d'une masse de 454 kg. Elle fait partie de la famille de bombes américaines Mark 80, développées dans les années 1950. En 2014, l'unique fabricant de corps de bombe de la série Mark 80 est General Dynamics.
En explosant, la Mk. 83 génère plus de 12 000 fragments qui s'éparpillent dans un rayon de 1 000 m.
Elle peut être transformée en bombe guidée avec les célèbres prêts-à-monter de guidage Paveway 2 et Paveway 3.